# Draconema bandaense
Draconema bandaense är en rundmaskart som beskrevs av Hans August Kreis 1937. Draconema bandaense ingår i släktet Draconema och familjen Draconematidae. Inga underarter finns listade i Catalogue of Life.